# MacPherson, Singapore
MacPherson là một khu vực ở phía đông Singapore, nằm trong khu quy hoạch Geylang, giữa Aljunied và Paya Lebar.